# Robert Tijdeman
Robert Tijdeman (* 30. Juli 1943 in Oostzaan) ist ein niederländischer Mathematiker, der sich mit Zahlentheorie und Kombinatorik beschäftigt.

## Werdegang
Tijdeman studierte ab 1961 an der Universität Amsterdam, wo er 1967 seinen Abschluss (Doktorexamen) machte und 1969 bei Jan Popken promovierte (Über die Verteilung des Wertes bestimmter Funktionen). Ab 1967 war er Wissenschaftler an der Universität Amsterdam. 1968/69 war er an der Akademie der Wissenschaften in Budapest und 1970/71 am Institute for Advanced Study. 1971 wurde er Assistenzprofessor und 1975 Professor an der Universität Leiden, wo er 1991 bis 1993 Vorsitzender der Fakultät für Mathematik und Informatik war. Er war unter anderem Gastprofessor an der Cambridge University (1976), der University of Michigan (1976), der ETH Zürich (1980), der Universität Pisa (1983), am Tata Institute of Fundamental Research (1991, 2000), der Universität Paris VII (Universität Paris-Diderot), in Kanada, Japan, Sydney (University of New South Wales) und am Mathematical Sciences Research Institute (MSRI) in Berkeley. Seit 1999 ist er Direktor des Thomas Stieltjes Instituts für Mathematik.

## Werk
Tijdeman ist ein international bekannter Zahlentheoretiker, der sich unter anderem mit der Theorie transzendenter Zahlen, dem Catalan-Problem und der abc-Vermutung beschäftigte. Er veröffentlichte auch mit Paul Erdős und Andrzej Schinzel, T. N. Shorey, Cameron L. Stewart und Alf van der Poorten. Tijdeman befasste sich auch mit Algorithmen zur Computer-Tomographie.
Das Catalan-Problem ist ein Spezialfall exponentieller diophantischer Gleichungen, mit denen sich Tijdeman befasste. 1976 bewies er mit Methoden aus der Theorie transzendenter Zahlen den Satz von Tijdeman (Acta Arithmetica Bd. 29, 1976, S. 197), der besagt dass
{\displaystyle x^{m}=y^{n}+1}
für m, n > 1 nur endlich viele ganzzahlige Lösungen x,y hat. Die Anzahl aufeinanderfolgender Potenzen ganzer Zahlen ist endlich. Die 2002 von Preda Mihăilescu bewiesene Catalan-Vermutung besagt, dass die Gleichung nur eine Lösung hat (x=3, y=2, m=2, n=3).

## Mitgliedschaften und Sonstiges
Seit 1987 ist er Mitglied der Niederländischen Akademie der Wissenschaften. Er ist Mitglied der niederländischen, deutschen (seit 1990), französischen, US-amerikanischen mathematischen Gesellschaften und der London Mathematical Society. 1982 bis 1984 war er Vizepräsident und 1984 bis 1986 Präsident der niederländischen mathematischen Gesellschaft. Er ist Ehrendoktor der Universität Debrecen. Seit 1981 ist er Mitherausgeber der Acta Arithmetica, 1988 bis 1993 Herausgeber von Indagationes Mathematicae und 1980 bis 1992 Herausgeber von Compositio Mathematica.
1978 war er Invited Speaker auf dem Internationalen Mathematikerkongress (ICM) in Helsinki (On exponential diophantine equations).
Anlässlich seiner Emeritierung im Jahre 2008 wurde er zum Ritter des Ordens vom Niederländischen Löwen ernannt.
Er ist verheiratet und hat zwei Kinder.

## Schriften
- T. N. Shorey, Tijdeman Exponential diophantine equations, Cambridge University Press, Cambridge Tracts in Mathematics, 1986